# Jorge (confidente de Belisário)
Jorge (em latim: Georgius) foi um oficial bizantino do século VI, confidente do general Belisário. Foi mencionado pela primeira vez em 541, quando foi enviado para Sisaurano para persuadir seus ocupantes a renderem-se. Em 547/8, esteve em Dara e salvou-a de ser capturada pelas tropas sassânidas que acompanhavam a comitiva do embaixador Isdigusnas; de acordo com Procópio de Cesareia, os planos persas foram revelados a ele por meio de um desertor.